# موش‌های کوتوله
موش‌های کوتوله (نام علمی: Baiomys) نام یک سرده از زیرخانواده سینی‌دندانیان است.

## گونه‌ها
- Southern Pygmy Mouse, Baiomys musculus
- Northern Pygmy Mouse, Baiomys taylori